# Joseph Granby
Joseph Granby (* 24. März 1885 in Boston, Massachusetts; † 22. September 1965 in Los Angeles, Kalifornien) war ein US-amerikanischer Schauspieler.

## Leben
Joseph Granby wurde 1885 in Boston, im US-Bundesstaat Massachusetts geboren.
1916 hatte Granby bei dem Film The Man from Nowhere erstmals eine Rolle inne.
Er spielte für Universal, dessen Vorgänger Independent Motion Picture Company, Rex, Victor und andere und trat in den Fox Studios auf, um Valeska Suratt in ihren Vamp -Filmen zu unterstützen. Sein letzter Stummfilm entstand 1921 und für den Rest der 1920er und 1930er Jahre trat er in Broadway-Stücken auf (begonnen 1911).
1951 erhielt er seine erste Rolle in der Fernsehserie Hollywood Theatre Time. 1951 erhielt er in der Fernsehserie The Cisco Kid erstmals eine wiederkehrende Rolle. In der Fernsehserie Kleine Spiele aus Übersee hatte Granby 1951 bis 1954 eine wiederkehrende Rolle.
Er starb am 22. September 1965.

## Filmografie
- 1916: The Man from Nowhere
- 1916: Temptation and the Man
- 1916: Jealousy
- 1916: The Victim
- 1917: The Accomplice
- 1917: Rasputin, the Black Monk
- 1917: The Awakening
- 1918: Peck’s Bad Girl
- 1919: The Great Romance
- 1919: The Imp
- 1920: Black Is White
- 1920: Chains of Evidence
- 1921: Diane of Star Hollow
- 1943: The Cross of Lorraine
- 1944: Kismet
- 1944: Der Morgen gehört uns (And Now Tomorrow)
- 1945: The Great Flamarion
- 1945: The Phantom Speaks
- 1945: Danny Boy
- 1946: Die Spur des Fremden (The Stranger)
- 1946: O.S.S.
- 1946: Her Adventurous Night
- 1946: Flucht von der Teufelsinsel (The Return of Monte Cristo)
- 1946: Ist das Leben nicht schön? (It’s a Wonderful Life, Sprechrolle)
- 1947: I’ll Be Yours
- 1947: Monsieur Verdoux – Der Frauenmörder von Paris (Monsieur Verdoux)
- 1947: Fremde Stadt (Magic Town)
- 1947: Die Lady von Shanghai (The Lady from Shanghai)
- 1948: Here Comes Trouble
- 1948: Geld oder Liebe (Let’s Live a Little)
- 1948: Bis zur letzten Stunde (Kiss the Blood Off My Hands)
- 1948: Johanna von Orleans (Joan of Arc)
- 1948: Jedes Mädchen müßte heiraten (Every Girl Should Be Married)
- 1949: Die Herrin von Atlantis (Siren of Atlantis)
- 1949: Tänzer vom Broadway (The Barkleys of Broadway)
- 1949: Amazon Quest
- 1949: Special Agent
- 1949: Liebe auch ohne Patent (Free for All)
- 1950: Faustrecht der Großstadt (Where the Sidewalk Ends)
- 1950: Redwood Forest Trail
- 1951: Belle Le Grand
- 1951: Ein Satansweib (His Kind of Woman)
- 1951: Hollywood Theatre Time (Fernsehserie, Folge 1x51)
- 1951: The Cisco Kid (Fernsehserie, 3 Folgen)
- 1951: Front Page Detective (Fernsehserie, Folge 1x18)
- 1951–1954: Kleine Spiele aus Übersee (Fireside Theater, Fernsehserie, 4 Folgen)
- 1952: Die größte Schau der Welt (The Greatest Show on Earth)
- 1952: Viva Zapata!
- 1952: The Cases of Eddie Drake (Fernsehserie, Folge 1x03)
- 1952: Invasion gegen USA (Invasion U.S.A.)
- 1953: Brennpunkt Algier (Fort Algiers)
- 1954: The Adventures of the Falcon (Fernsehserie, Folge 1x05)
- 1954–1955: Lux Video Theatre (Fernsehserie, 3 Folgen)
- 1955: The Star and the Story (Fernsehserie, Folge 1x18)
- 1955: Sergeant Preston (Sergeant Preston of the Yukon, Fernsehserie, Folge 1x02)
- 1956: In den Wind geschrieben (Written on the Wind)
- 1957: Tales of the 77th Bengal Lancers (The Tales of the 77th Bengal Lancers, Fernsehserie, Folge 1x12)
- 1957: Kreuzverhör (The Tattered Dress)
- 1958: Die letzte Hoffnung (The Court of Last Resort, Fernsehserie, Folge 1x19)
- 1959: Ihr Star: Loretta Young (Letter to Loretta, Fernsehserie, Folge 6x17)
- 1960: This Man Dawson (Fernsehserie, Folge 1x30)